# Lamma
Lamma (南丫島S, Nán yā dǎoP) è un'isola della regione amministrativa speciale di Hong Kong, in Cina.
Dal punto di vista amministrativo fa parte del distretto delle Isole.